# Sungai Lilin (Sungai Lilin)
Sungai Lilin is een bestuurslaag in het regentschap Musi Banyuasin van de provincie Zuid-Sumatra, Indonesië. Sungai Lilin telt 14.692 inwoners (volkstelling 2010).